# Sava (regio)
Sava is een regio in Madagaskar. Tot 2009 was Sava onderdeel van de provincie Antsiranana. De regio ligt in het noordoosten van het eiland aan de kust en grenst in het westen aan Diana, in het zuidwesten aan Sofia en in het zuidoosten aan Analanjirofo. De oppervlakte is 25.518 km² en er wonen 929.343 mensen. De hoofdstad is Sambava.
De regio is verdeeld in vier districten, Sambava, Antalaha, Vohemar en Andapa, genoemd naar hun vier hoofdsteden. De naam is samengesteld uit de namen van deze vier steden. Al deze plaatsen claimen de eretitel Wereldhoofdstad van de Vanille, verwijzend naar de smaakstof die in de regio wordt bereid uit de vanille-orchidee. Van de variëteit bourbonvanille, die hogelijk gewaardeerd wordt, is Sava de grootste producent van de wereld. Vanwege de succesvolle vanilleteelt werd de weg die deze plaatsen verbindt, de Route de la vanille in 2005 sterk verbeterd. Maar het fluctueren van de prijs van vanille en de verwoestingen aangericht door tropische cyclonen die in de zuidwestelijke Indische Oceaan optreden, dwongen kleine vanilletelers in de regio hun toevlucht te nemen tot het kappen van ebbenhout en palisander, meestal illegaal.

## Natuurparken en reservaten
- Nationaal park Marojejy
- Nationaal park Masoala
- Anjanaharibe-Sudreservaat

## Rivieren
De volgende rivieren stromen door de regio:
- Manambato
- Manambat
- Fanamban
- Bemarivo
- Androranga
- Lokoh
- Onive